# 브르노 자동차 전람회
브르노 자동차 전람회(AUTOSALON Brno)는 동유럽 최대의 모터쇼이다. 격년으로 체코 브르노에서 열린다.

## 2007년
6월 9일부터 6월 14일까지 개최되었다.

## 2005년
2005년 총 전시면적은 54241 제곱미터였다. 세계 13개 국가에서 온 307개의 출품자가 45종의 신차 및 15 종의 컨셉 자동차 및 미래형 자동차를 전시하였다. 체코 시장에서의 새 브랜드 론칭도 있었다. 45개의 자동차 제조 업체 및 서비스 업체에 의해 자동차가 전시되었다. 체코어: Mladá Boleslav에서의 자동차 제조 100주년을 기념하는 특별전시도 있었다.
2005년 쇼의 방문자 수는 총 14만 2873명이었다.

## 주최
- Veletrhy Brno a.s.

## 공동 주최
- (체코어) 체코어: SDRUŽENÍ AUTOMOBILOVÉHO PRŮMYSLU
- (영어) INTERNATIONAL ORGANIZATION OF MOTOR VEHICLE MANUFACTURERS

## 같이 보기
- 브르노